# Casanova (Korsika)
Casanova ist eine Gemeinde auf der französischen Insel Korsika. Sie gehört zum Département Haute-Corse, zum Arrondissement Corte und zum Kanton Corte. Die Bewohner werden im Französischen Casanovais genannt. Die Nachbargemeinden sind Corte im Norden und Westen, Poggio-di-Venaco im Osten, Riventosa im Südosten, Santo-Pietro-di-Venaco im Süden und Venaco im Südwesten.

## Bevölkerungsentwicklung
| Jahr      | 1962 | 1968 | 1975 | 1982 | 1990 | 1999 | 2006 | 2012 |
| --------- | ---- | ---- | ---- | ---- | ---- | ---- | ---- | ---- |
| Einwohner | 128  | 121  | 125  | 128  | 195  | 264  | 304  | 349  |